# Enrico Sibilia
Enrico Sibilia (Anagni, 17 novembre 1861 – Anagni, 4 agosto 1948) è stato un cardinale e arcivescovo cattolico italiano.

## Biografia
Nacque ad Anagni il 17 novembre 1861 da Antonio Sibilia, discendente da un'antica famiglia originaria di Arpino, e da Lucrezia Gianuzzi. Era nipote di Biagio Sibilia, vescovo di Segni, che lo ordinò presbitero nel 1884.
Papa Pio XI lo elevò al rango di cardinale nel concistoro del 16 dicembre 1935.
Morì il 4 agosto 1948 all'età di 86 anni.

## Genealogia episcopale e successione apostolica
La genealogia episcopale è:
- Cardinale Scipione Rebiba
- Cardinale Giulio Antonio Santori
- Cardinale Girolamo Bernerio, O.P.
- Arcivescovo Galeazzo Sanvitale
- Cardinale Ludovico Ludovisi
- Cardinale Luigi Caetani
- Cardinale Ulderico Carpegna
- Cardinale Paluzzo Paluzzi Altieri degli Albertoni
- Papa Benedetto XIII
- Papa Benedetto XIV
- Papa Clemente XIII
- Cardinale Bernardino Giraud
- Cardinale Alessandro Mattei
- Cardinale Pietro Francesco Galleffi
- Cardinale Giacomo Filippo Fransoni
- Cardinale Carlo Sacconi
- Cardinale Edward Henry Howard
- Cardinale Mariano Rampolla del Tindaro
- Cardinale Rafael Merry del Val y Zulueta
- Cardinale Enrico Sibilia

La successione apostolica è:
- Vescovo Ricardo Sepúlveda Hermosilla (1912)
- Cardinale José María Caro Rodríguez (1912)
- Vescovo Luís Silva Lezaeta (1912)
- Cardinale Theodor Innitzer (1932)
- Vescovo Domenico Fiori (1943)